# First National Bank of Montgomery v. Jerome Daly
First National Bank of Montgomery vs. Jerome Daly, auch bekannt unter der Bezeichnung Credit River Case, war ein zivilrechtliches Gerichtsverfahren in den Vereinigten Staaten, über das von einem Justice of the Peace am 9. Dezember 1968 entschieden wurde.

## Erstinstanzliches Verfahren
Der Anwalt Jerome Daly hatte 1964 bei der First National Bank of Montgomery eine private Hypothek für sein Wohnhaus aufgenommen. Als er die Raten nicht mehr bedienen konnte, klagte die Bank am Gericht in Credit River Township, Scott County (Minnesota), auf Zahlung der Restraten nach erfolgter Kündigung der Hypothek. Des Weiteren wurde von der Bank beantragt, ein Zwangsvollstreckungsverfahren zu eröffnen.
Die Klage der Bank wurde durch den Friedensrichter Martin Vincent Mahoney abgewiesen. In seiner Urteilsbegründung führte Mahoney an, dass es in den USA keine verfassungsrechtliche Grundlage, ein Statut oder eine gesetzliche Grundlage gäbe, dass Geldmengen aus dem Nichts („Fiatgeld“) erschaffen werden dürfen. Die Bank habe außerdem für die Hypothek gar keinen entsprechenden reellen Gegenwert erbracht (vgl. Bilanzverlängerung). Weiterhin führte Mahoney aus, dass die Klägerpartei zugegeben habe, dass sie zusammen mit der Federal Reserve Bank von Minneapolis eine Summe von 14 Mio. US-Dollar in Geld und Kredit durch einen Buchhaltungseintrag in ihre Bücher erzeugt habe („He [Morgan] freely admitted that his Bank created all of the money or credit upon its books with which it acquired the Note and Mortgage of May 8, 1964“).
Mahoney merkte während der Verhandlung an: „Nur Gott kann etwas Werthaltiges aus dem Nichts schaffen“ („Only God can create something of value out of nothing“).
Die zwei Dollar Gerichtskosten, die vom Kläger an die Gerichtskasse in bar gezahlt wurden, hatte das Gericht (vertreten durch Mahoney) im Vorfeld nicht anerkannt, da dieses Geld kein legales Zahlungsmittel sei (der Eintrag im Kassenbuch lautete: „Two so-called ‚One Dollar‘ Federal Reserve Notes issued by the Federal Reserve Bank at San Francisco L1278283C and Federal Reserve Bank of Minneapolis Serial No. 18041C697A were deposited with the Clerk of the District Court to be tendered to me.“)

## Folgen
Die First National Bank of Montgomery ging am folgenden Tag in Berufung. Das Berufungsgericht hob das erstinstanzliche Urteil am 5. September 1969 auf und stellte in der Urteilsbegründung fest, dass der Friedensrichter mit dem erstinstanzlichen Urteil seine Kompetenzen überschritten hätte.